# Eva Lorenzoni
Pour les articles homonymes, voir Lorenzoni.
Eva Lorenzoni, née le 15 janvier 1986 à Manerbio (Italie), est une femme politique italienne.

## Biographie
Eva Lorenzoni naît le 15 janvier 1986 à Manerbio.
Elle est élue députée lors des élections générales de 2018.